# Тэкле Цадык Мэкурия
Тэкле́ Цады́к Мэкури́я (Текле Тсадык Макурия, амх. ተክለ ፀዲቅ መኩሪያ, Tekle Tsadek Mekuria; 11 сентября 1913, Асагирт близ Анкобэра, Северный Шоа — 23 июля 2000, Аддис-Абеба) — эфиопский историк, писатель
, государственный служащий и дипломат. Считается первым современным историком Эфиопии, писавшим на родном амхарском языке. Автор обширного историографического корпуса, охватывающего как древнюю и средневековую, так и новую и новейшую историю страны, а также трудов по древней истории Нубии.

## Биография
Родился в провинции Анкобэр в семье священнослужителей. Первое образование получил в приходской школе при церкви, где служил его отец: изучал язык гээз, каллиграфию, церковные песнопения и поэзию. В 1928—1929 годах поступил на службу ко двору и вскоре стал личным секретарем министра внутренних дел. Однако стремился получить современное образование европейского образца: изучал французский язык в школе Тафари Мэконнына. В 1930-х был вынужден прервать учёбу, чтобы избежать мобилизации в военную академию, и вернулся на государственную службу.
После неудачного покушения на итальянского оккупационного вице-короля Грациани в 1937 году был в числе представителей молодой интеллигенции арестован и отправлен в лагерь Данане (Итальянское Сомали). Там выучил итальянский язык и начал вести исторические записи. После освобождения в 1939 году работал переводчиком при итальянской администрации до освобождения страны в 1941 году.
После войны работал в министерстве образования, где написал свою первую историческую работу — «Историю Эфиопии от императора Теодроса до Хайле Селассие» (1945/46). Её одобрил император, и она стала первым учебником истории Эфиопии, написанным на амхарском языке. Его труды широко использовались в школах как тексты для изучения родного языка.
В 1952—1954 годах находился на дипломатической службе в Париже, где изучал источники в Национальной библиотеке Франции. Этот период ознаменовался публикацией серии трудов, посвящённых доаксумскому и средневековому периоду.
После возвращения в Эфиопию занимал должности директора в министерстве пенсий и снабжения (1957—1959), затем исполнял обязанности главы Национальной библиотеки в Аддис-Абебе и археологического департамента. Приветствовал попытку военного переворота 1960 года, открыв бутылку шампанского. В 1960—1968 годах вновь на дипломатической службе: сперва в качестве генерального консула в Иерусалиме (1960—1965), а затем посла в Югославии с 1965 года.
С 1968 года и в 1970-х годах занимал пост директора управления по делам исторических памятников страны в ранге государственного министра: возглавляя Администрацию древностей, отвечал за охрану исторических памятников — Аксум, Лалибэла, Гондэр. Возглавлял комиссию по подготовке второго тома мемуаров императора Хайле Селассие.
На ранних этапах революции, когда Временный военно-административный совет (Дерг) сверг императора, был в 1974—1975 годах министром культуры, спорта и молодёжи Эфиопии (изначально планировался на роль министра образования), а также председателем Конституционной конференции, созванной для пересмотра конституции 1955 года. После расстрела 60 высокопоставленных чиновников прежнего режима подал в отставку, ссылаясь на достижение им пенсионного возраста. Председатель Дерг Тэфэри Бенти одобрил отставку месяц спустя.
В 1980-х завершил исследования истории императоров Теодроса, Йоханныса и Менелика — эти работы стали вершиной его историографического наследия. Участвовал в международных конференциях по эфиопистике, сотрудничал с ЮНЕСКО, выступая с темами о христианском Аксуме и Африканском Роге. В 1991 году удостоен премии как лучший эфиопский историк от Университета Аддис-Абебы. В 1992 году вручал дипломы выпускникам университета. Написал автобиографию (не опубликована, завершена в 1985 году). Его внук Тео Эшету снял о нём фильм Blood Is Not Fresh Water.
Он не стремился к богатству, жил скромно, а своим детям завещал лишь «образование и добрый пример». При этом собрал большую библиотеку и коллекцию исторических материалов. Его уважали как честного чиновника, реформатора по натуре и патриота, гордящегося независимостью Эфиопии. Был одним из первых, кто требовал возвращения из Италии обелиска из Аксумa.

## Творчество
Тэкле Цадик был автором десятков исторических трудов, охватывающих периоды от древнеегипетских связей до современности. Ключевая монография — «История Эфиопии» (5 томов на амхарском языке). Также публиковался на французском языке, писал на культурные, религиозные и социальные темы, в частности о генеалогии правителей, Египте, арабо-эфиопских связях. По мнению Д. П. Урсу, его сочинения свидетельствуют о его принадлежности к господствовавшей в императорской Эфиопии официальной апологетической историографии. Среди главных работ:
- История Эфиопии, в 5 т.:

- - История Эфиопии. Нубия-Аксум-Загве,
  - История Эфиопии. От Икуно Амлак до Либнэ Дынгыля,
  - История Эфиопии. От Либнэ Дынгыля до Теодроса,
  - История Эфиопии. От Теодроса до Хайле Селассие I,

- От идолопоклонства к христианству (1948/49),
- L’Empereur Zera Yaicob et sa lettre ă la communauté ethioplenne de Jérusalem (1963),
- Les noms propros, les noms de baptême et l’étude génealogique des rols d’Ethiopie (XIII—XI) à travers leurs noms patronymlques (Belgrade, 1966),
- Нубия (Напата и Мероэ) (1973),
- Нашествие Ахмеда Граня (1973/74),
- Теодрос и единство Эфиопии (1988/89),
- Йоханнис и единство Эфиопии (1990),
- Менелик и единство Эфиопии (1990/91).